# Château de Saint-Gratien (Somme)
Le château de Saint-Gratien est situé sur le territoire de la commune de Saint-Gratien, dans le département de la Somme, au nord-est d'Amiens.

## Historique
Le château était le siège d'une seigneurie appartenant à la famille de Saint-Gratien, puis il appartint à deux familles échevinales d'Amiens, May au XVe siècle et Saint-Delis au XVIe. Il devint ensuite la propriété des Hirzel, protestants d'origine suisse, dont était issu le général Salomon Hirzel de Saint-Gratien, qui vendit son domaine en 1778 à Jean-Baptiste Jourdain de Thieulloy,.

### Reconstruction à la fin du XVIIIe siècle
En 1786, Jean-Baptiste Jourdain de Thieulloy, ancien maire d'Amiens (1767-1768), issu d'une famille aristocratique (1737-1757) , nouveau propriétaire des lieux, demanda à l'architecte amiénois, Jean Rousseau , de lui édifier une folie. À la fin 1787, le décor sculpté de la façade, œuvre de François Gruau, était achevé.
Le château est resté depuis dans la descendance de son constructeur.

### Première Guerre mondiale
Le 31 mai 1918, le général Monash, commandant la 3e Division australienne, accéda au commandement du Corps d'armée australien et néo-zélandais et installa son quartier général (Q.G.) au château de Saint-Gratien en prévision de la Bataille du Hamel.

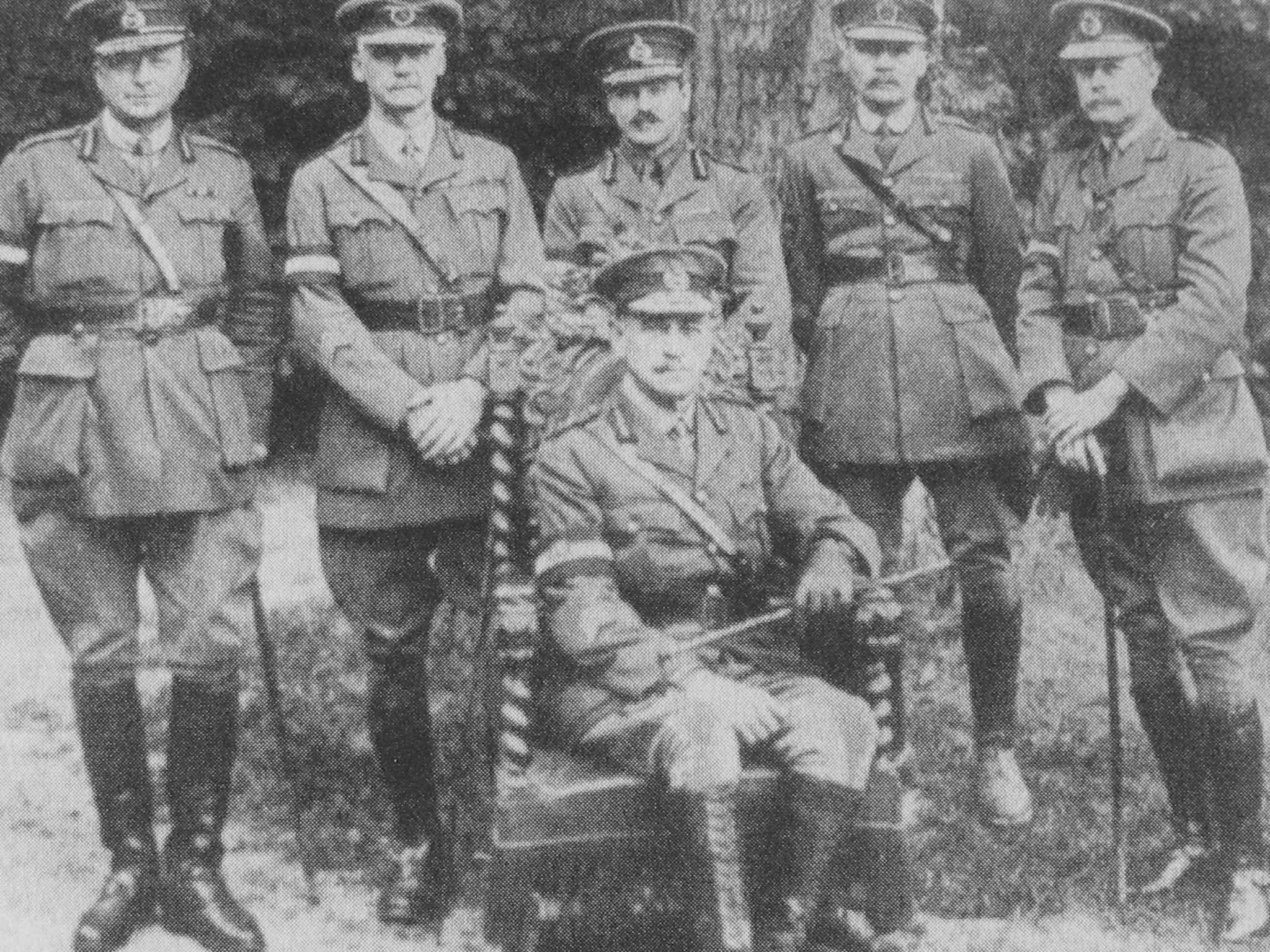
Le général Monash et son état-major, au château de Saint-Gratien, le 31 mai 1918.

### Protection
Le château de Saint Gratien en totalité, les façades et les toitures des communs ainsi que le parc sont protégés au titre des monuments historiques : inscription par arrêté du 21 décembre 1954.

## Caractéristiques

### Extérieur
Le château de Saint-Gratien est une folie de style néo-classique. Il a été construit en craie, provenant des carrières proches de Bavelincourt, selon un plan rectangulaire avec un pavillon central légèrement en saillie bordé de chaque côté par une aile plus basse. Il s'élève sur trois niveaux avec une toiture mansardée. Le haut du pavillon central est orné d'un entablement en triglyphe. Le décor sculpté est fait de vases, de feuillage, de sphinx œuvres du sculpteur amiénois François-Joseph Gruau sur des dessins de l'architecte Rousseau.

### Intérieur
L'aménagement intérieur est composé d'une grande salle à manger éclairée au nord par de grandes fenêtres. Elle est séparée par des colonnes de style ionique, de deux hémicycles latéraux décorés de vases logés dans des niches. Le grand salon est décoré de lambris peints et sculptés . Le plafond est décoré de sujets mythologiques évoquant le lever du jour. Le château a gardé son mobilier d'origine.

## Autres bâtiments

### Les communs
Un colombier et des dépendances en brique et pierre du XVIIe siècle ont été construits à proximité du château.

### La chapelle
Située près de l'entrée du parc, la chapelle a été achevée en 1793[réf. souhaitée]. Elle conserve son autel de style néoclassique et le décor en relief qui le surmonte. Les pierres tombales des membres de la famille inhumés dans la chapelle pavent le sol.

## Le parc
Un parc de 8 ha, agrandi au XIXe siècle, entoure le château. Les parterres à la française d'origine ont été remplacés, sous la Restauration, par un parc à l'anglaise . À l'avant du château, une pelouse offre une perspective sur une prairie bordée de chênes pluriséculaires, derniers survivants du bois des Glands déforesté pour servir à la construction du château et de ses dépendances. À l'arrière du château, la pelouse se prolonge par un vaste parc arboré qui offre à son extrémité un point de vue permettant d'observer le mémorial national australien de Villers-Bretonneux. Parmi les arbres remarquables du parc plantés vers 1825, on remarque : des châtaigniers, chênes, marronniers, tulipier de Virginie, pins noirs d'Autriche... La charmille du XVIIIe siècle a été réduite à une seule allée sur le côté nord du domaine.

## Pour approfondir